# Buonanotte Bettina
Buonanotte Bettina è una commedia musicale di Garinei e Giovannini andata in scena per prima volta al Teatro Alfieri di Torino il 14 novembre 1956.

## Produzione
La commedia prende ispirazione da un evento reale, l'improvviso e sorprendente successo del romanzo Bonjour tristesse della giovane scrittrice francese Françoise Sagan. I ruoli dei due protagonisti sono affidati a una coppia inedita, che si rivela poi indovinata, di attori ancora giovani ma fra i più promettenti del momento: l'anti-comico Walter Chiari e l'anti-soubrette Delia Scala, lui già impostosi brillantemente nella rivista, lei lanciata dal recente successo di Giove in doppiopetto. A loro si affiancano il cantautore e fantasista fiorentino Odoardo Spadaro, gli attori brillanti Paolo Panelli e Giuseppe Porelli, l'attrice di prosa Lola Braccini. Lo scenografo Giulio Coltellacci vi introduce un’innovazione tecnica che rivoluziona la scenografia teatrale: una doppia piattaforma girevole che consente rapidi cambi di scena.
La regia è degli autori, che si avvalgono dell'assistenza di Lina Wertmüller.
Gli echi del suo successo arriveranno lontano e risulterà l'opera di Garinei e Giovannini più tradotta all'estero. Già nel 1958 viene rappresentata al Teatro de la Comedia di Madrid col titolo Buenas noches Bettina, poi nel dicembre 1959 al Teatro Adelphi di Londra col titolo di When in Rome con June Laverick e Dickie Henderson, quindi nel 1960 Boa noite Betina al Teatro Monumental di Lisbona con Laura Alves e Ruy de Carvalho. La commedia viene rappresentata anche a Budapest, Praga, Buenos Aires.
Il Programma Nazionale della Rai ne trasmetterà una versione televisiva il 9 e il 16 settembre 1967, diretta da Eros Macchi. In questo allestimento di undici anni dopo ritroviamo gli stessi due attori protagonisti (Delia Scala ha da poco deciso l'abbandono definitivo della vita teatrale), e la coppia Marcello Marchesi - Regina Bianchi nelle parti padre di lui - madre di lei.

## Trama
Il padre di Andrea e la madre di Nicoletta, oltre che personaggi, sono narratori e commentatori dell'intera vicenda, nascondendo o rivelando una latente attrazione fra loro. Il manoscritto di un romanzo dal titolo "Buonanotte Bettina" viene casualmente trovato, abbandonato in un taxi, dall'editore romano Colibò. Non si sa se sia un romanzetto o un capolavoro, se sia autobiografico o di fantasia.
Ma il contenuto è, in ogni senso, scottante. Con toni che vanno dall'osé al romanzo rosa, racconta dei sensuali incontri segreti fra Bettina – la protagonista del racconto – e l'esuberante rude camionista Joe. L'editore considera l'opera una vera scoperta editoriale e si mette pubblicamente alla ricerca dell'autore. Nicoletta, giovane mogliettina tutta casa e famiglia, scopre così che il proprio racconto sta diventando un successo editoriale, e intende contattare Colibò per essere riconosciuta come autrice.
Andrea, marito di Nicoletta, impiegato di banca piuttosto semplicione e tutt'altro che esuberante, non ritrova sé stesso in quel Joe così maschio e leonino. Ed è sconvolto dall'immagine pubblica della propria moglie come autrice di avventure lussuriose. Vorrebbe che lei restasse in incognito, usando uno pseudonimo, mentre sospetta qualche "autobiografismo" nel romanzo, consumandosi nel sospetto e nella gelosia.
Ne seguono equivoci e imprevisti di ogni tipo, che confluiscono in un finale rassicurante.

## Canzoni

### Primo tempo
- La telefonata
- Simpatica
- Sexy-Joe
- Com'è bello dormir soli
- È tutta colpa della primavera

### Secondo tempo
- Stop e conta fino a tre
- Un uomo è strettamente necessario
- È tutta colpa della primavera